# Night at the Museum
Night at the Museum (bra: Uma Noite no Museu; prt: À Noite, no Museu) é um filme estadunidense do gênero comédia, fantasia e aventura, lançado em 2006, dirigido por Shawn Levy, escrito por Robert Ben Garant e Thomas Lennon e baseado no livro infantil de mesmo nome, escrito pelo ilustrador croata Milan Trenc em 1993.
O filme é protagonizado por Ben Stiller no papel de Larry Daley, um pai divorciado que consegue um emprego como  guarda-noturno no Museu Americano de História Natural e, posteriormente, acaba descobrindo que as exposições ganham vida durante a noite, graças a um artefato mágico egípcio. Carla Gugino, Dick Van Dyke, Mickey Rooney, Bill Cobbs e Robin Williams desempenham os demais papéis principais.
A 20th Century Fox lançou o filme em 22 de dezembro de 2006 e arrecadou US$ 574 milhões mundialmente, tornando-se o quinto filme de maior bilheteria de 2006, tendo recebido críticas mistas. Duas sequências foram lançadas: Night at the Museum: Battle of the Smithsonian em 2009 e Night at the Museum: Secret of the Tomb em 2014. Uma sequência animada, Night at the Museum: Kahmunrah Rises Again, foi lançada em 9 de dezembro de 2022 para o serviço de streaming Disney+.

## Sinopse
A trama conta a história de um segurança sonhador que aceita trabalhar de madrugada no Museu Americano de História Natural, em Nova Iorque. No entanto, coisas estranhas começam a acontecer: simplesmente os objetos do museu voltam a viver. Entre eles está o tiranossauro que passa a persegui-lo. Nesse lugar assustador, a estátua de Theodore Roosevelt, que foi Presidente dos Estados Unidos.

## Elenco
| Personagem                 | Intérprete           |
| -------------------------- | -------------------- |
| Lawrence "Larry" Daley     | Ben Stiller          |
| Rebecca Hutman             | Carla Gugino         |
| Cecil Fredericks           | Dick Van Dyke        |
| Gus                        | Mickey Rooney        |
| Reginald                   | Bill Cobbs           |
| Nicholas "Nick" Daley      | Jake Cherry          |
| Dr. McPhee                 | Ricky Gervais        |
| Theodore "Teddy" Roosevelt | Robin Williams       |
| Átila, o Huno              | Patrick Gallagher    |
| Jedediah "Jed" Smith       | Owen Wilson          |
| Octavius                   | Steve Coogan         |
| Faraó Ahkmenrah            | Rami Malek           |
| Sacajawea                  | Mizuo Peck           |
| Cristóvão Colombo          | Pierfrancesco Favino |
| Meriwether Lewis           | Martin Christopher   |
| William Clark              | Martin Sims          |
| Erica Daley                | Kim Raver            |
| Don                        | Paul Rudd            |
| Debbie                     | Anne Meara           |
| Miguel                     | Lou Torres           |
| Taxista                    | Charlie Murphy       |
| Moai (voz)                 | Brad Garrett         |

## Trilha sonora
- "Friday Night" - interpretada pela banda McFly; não apareceu na versão americana do filme, mas foi ouvida em alguns cortes internacionais, usados durante os créditos finais. Pode ser ouvido no DVD americano, na versão em  espanhol.
- "September" - interpretada pela banda Earth, Wind and Fire; ouvida antes dos créditos finais, na cena onde todos no museu estão festejando.
- "Weapon of Choice" - interpretado por Fatboy Slim; usada na cena em que Larry retorna ao museu para sua segunda noite e se prepara para o caos.
- "Tonight" - interpretado por Keke Palmer e Cham; usada nos créditos finais.
- "Eye of the Tiger" - interpretada por Ben Stiller; usada na cena em que Larry está entediado e brinca com o telefone na recepção cantando a música.
- Uma versão instrumental de "Mandy", de Barry Manilow, é ouvida quando Larry está no elevador, tentando escapar de Átila, o Huno.
- "Ezekiel Saw Them Dry Bones " é a música que Larry assobia enquanto passa pela exposição vazia do T. Rex em sua primeira noite.
- "Camptown Races", de Stephen Foster, é cantada pelos cidadãos em miniatura do Velho Oeste.[8]

Alan Silvestri substituiu John Ottman como compositor das partituras do filme. A pontuação de Silvestri foi usada no teaser trailer de Horton Hears a Who! (2008).

## Lançamento
Night at the Museum teve sua estreia em 22 de dezembro de 2006 nos Estados Unidos, 26 de dezembro de 2006 no Reino Unido, em 4 de janeiro de 2007 em Portugal e 12 de janeiro de 2007 no Brasil.
O filme foi lançado sob o título de "À Noite, no Museu" em Portugal e "Uma Noite no Museu" no Brasil.

### Desempenho comercial
No final de sua bilheteria, Night at the Museum faturou US$ 250,9 milhões nos Estados Unidos e Canadá e US$ 323,6 milhões em outros territórios, totalizando um total mundial de US$ 574,5 milhões. Foi o quinto filme de maior bilheteria de 2006 e o filme de maior bilheteria da trilogia.

### Público e crítica
Nas pesquisas do CinemaScore realizadas durante o fim de semana de estreia, o público de cinema deu ao filme uma nota média "A-" em uma escala de A+ a F. Obtendo uma taxa aprovação de 44% com base em 140 avaliações de usuários, o consenso crítico do agregador de resenhas cinematográficas Rotten Tomatoes diz que "os pais podem chamar isso de uma aventura cheia de espetáculos ou um festival de CG superficial e insípido, dependendo de escolherem abraçar isso no mesmo nível que seus filhos"; a nota média do filme no site é de 5,3/10.
Em outro agregador, o Metacritic, que calcula as notas das opiniões usando somente uma média aritmética ponderada, o filme tem uma pontuação de 48/100, alcançada com base em 28 avaliações, com a indicação de "revisões mistas ou neutras".

## Prêmios e indicações
Night at the Museum recebeu no total nove indicações a prêmios, tendo vencido em duas delas. Alguns desses prêmios e indicações foram:
ASCAP
- Vencedor na categoria melhor compositor (Alan Silvestri).

Casting Society of America
- Vencedor na categoria melhor filme de comédia

Prêmio Saturno (EUA)
- Recebeu uma indicação na categoria melhor filme de fantasia

Teen Choice Award
- Recebeu uma indicação na categoria melhor ator em filme de comédia (Ben Stiller)

Young Artist Award
- Recebeu uma indicação na categoria melhor ator jovem (Jake Cherry)